# Mistrzostwa Świata w Piłce Nożnej 2018 (eliminacje strefy CONCACAF)/Grupa B

## Grupa B
| Lp. | Drużyna   | M | Mecze | Mecze | Mecze | Bramki | Bramki | Bramki | Pkt |
| Lp. | Drużyna   | M | W     | R     | P     | +      | −      | +/−    | Pkt |
| --- | --------- | - | ----- | ----- | ----- | ------ | ------ | ------ | --- |
| 1.  | Kostaryka | 6 | 5     | 1     | 0     | 11     | 3      | +8     | 16  |
| 2.  | Panama    | 6 | 3     | 1     | 2     | 7      | 5      | +2     | 10  |
| 3.  | Haiti     | 6 | 1     | 1     | 4     | 2      | 4      | −2     | 4   |
| 4.  | Jamajka   | 6 | 1     | 1     | 4     | 2      | 10     | −8     | 4   |

## Mecze
| 14 listopada 2015 03:00 CET | Kostaryka · Gamboa 28' | 1:0(1:0)Raport | Haiti | Estadio Nacional, San José Widzów: 35 000 Sędzia: Yadel Martinez |
|                             |                        |                |       |                                                                  |

| 14 listopada 2015 03:00 CET | Jamajka | 0:2(0:1)Raport | Panama · 42' (sam.) Morgan · 52' Cooper | Independence Park, Kingston Widzów: 18 000 Sędzia: Roberto García Orozco |
|                             |         |                |                                         |                                                                          |

| 18 listopada 2015 02:30 CET | Panama · Tejada 71' | 1:2(0:0)Raport | Kostaryka · 65' Ruiz · 69' Ureña | Estadio Rommel Fernández, Panama Widzów: 26 607 Sędzia: Joel Aguilar |
|                             |                     |                |                                  |                                                                      |

| 18 listopada 2015 00:00 CET | Haiti | 0:1(0:0)Raport | Jamajka · 63' Donaldson | Stade Sylvio Cator, Port-au-Prince Widzów: 12 000 Sędzia: Javier Santos |
|                             |       |                |                         |                                                                         |

| 26 marca 2016 01:00 CET | Jamajka · Watson 16' | 1:1(1:0)Raport | Kostaryka · 67' Acosta | Independence Park, Kingston Widzów: 21 500 Sędzia: Jair Marrufo |
|                         |                      |                |                        |                                                                 |

| 26 marca 2016 01:00 CET | Haiti | 0:0(0:0)Raport | Panama | Stade Sylvio Cator, Port-au-Prince Widzów: 12 000 Sędzia: Oscar Reyna |
|                         |       |                |        |                                                                       |

| 30 marca 2016 04:00 CEST | Kostaryka · Borges 6' · Ruiz 37' · Venegas 77' | 3:0(2:0)Raport | Jamajka | Estadio Nacional, San José Widzów: 35 062 Sędzia: Drew Fischer |
|                          |                                                |                |         |                                                                |

| 30 marca 2016 03:30 CEST | Panama · Baloy 81' | 1:0(0:0)Raport | Haiti | Estadio Rommel Fernández, Panama Widzów: 13 082 Sędzia: Oscar Moncada |
|                          |                    |                |       |                                                                       |

| 3 września 2016 02:00 CEST | Haiti | 0:1(0:0)Raport | Kostaryka · 72' Azoleifa | Stade Sylvio Cator, Port-au-Prince Widzów: 3 200 Sędzia: Marlon Alfonso Mejia |
|                            |       |                |                          |                                                                               |

| 3 września 2016 03:30 CEST | Panama · G. Torres 28' · Arroyo 90+2' | 2:0(1:0)Raport | Jamajka | Estadio Rommel Fernández, Panama Widzów: 19 717 Sędzia: Joel Aguilar |
|                            |                                       |                |         |                                                                      |

| 7 września 2016 03:30 CEST | Kostaryka · Bolaños 18', 79' · Matarrita 84' | 3:1(1:0)Raport | Panama · 90+2' (k) Tejada | Estadio Nacional, San José Widzów: 34 219 Sędzia: Roberto García Orozco |
|                            |                                              |                |                           |                                                                         |

| 7 września 2016 03:30 CEST | Jamajka | 0:2(0:0)Raport | Haiti · 68' Lafrance · 88' Nazon | Independence Park, Kingston Widzów: 3 500 Sędzia: Adrian Skeete |
|                            |         |                |                                  |                                                                 |